# Hindouisme et judaïsme
L'hindouisme et le judaïsme sont parmi les plus anciennes religions existantes au monde. Les deux partagent certaines similitudes et interactions depuis l'Antiquité et l'époque moderne.

## Similitudes théologiques
Les efforts des savants pour comparer l'hindouisme et le judaïsme étaient populaires à l'époque des Lumières, dans le processus d'argumentation de la vision du monde déiste. Hananya Goodman déclare que l'hindouisme et le judaïsme ont joué un rôle important dans les discussions européennes sur l'idolâtrie, la spiritualité, les théories primitives de la race, la langue, les mythologies, etc.
Les deux religions étaient considérées par certains érudits comme des religions ethniques et ne favorisant pas les conversions. Les adeptes des deux religions, cependant, se trouvent dans le monde entier. Les deux religions partagent des éléments communs en ce qui concerne un système complexe de lois, de codes de pureté et de restrictions alimentaires, pour définir leurs communautés.
Le judaïsme a été comparé au brahmanisme par Osho Rajneesh et Steven Rosen dans leurs livres. Ils citent les similitudes entre les brahmanes et les Juifs qui se considèrent comme « le peuple élu de Dieu ». Rosen ajoute que les brahmanes avaient une "communauté de prêtres" tandis que les Juifs avaient un « royaume de prêtres ».
David Flusser démontre que l'histoire d'Abraham a de nombreuses similitudes avec une certaine histoire des Upanishads, déclarant que « on peut facilement découvrir des parallèles dans les Upanishads à la légende d'Abraham »,.

Le biologiste américain Constantine Samuel Rafinesque (1783-1840) dans son livre The American Nations discute des similitudes linguistiques et traditionnelles entre les deux religions. Dans un chapitre, il écrit :

« Notre Noah- est donc NH (pr NOE) que les Juifs ont depuis prononcé NUH, et même Mnuh! Exactement le même nom que celui que lui ont donné les hindous! Et tout ce qui signifie repos, avec de nombreuses significations collatérales, législateur, rassemblement de personnes, assemblage de l'humanité, etc. Les lois de M'nu sont préservées par les hindous : on lui attribue aussi la substance des Védas, et toute l'histoire mosaïque jusqu'à sa mort. Mais les Hindous ont beaucoup de M'nus; Adam et Seth étaient tels, sous les noms d'Adimo et Satya. »

## Les Écritures
Barbara Holdrege a analysé l'analyse comparative dans ses écrits, sur le rôle des écritures dans les traditions brahmaniques, rabbiniques et kabbalistiques, et a noté que les conceptions cosmologiques des écritures sacrées dans lesquelles le Veda et la Torah sont dépeints non seulement comme un corpus restreint de textes, mais comme une réalité cosmique à plusieurs niveaux qui encerclent à la fois les dimensions historiques et métaphysiques. Elle ajoute que le statut sacré, l'autorité et la fonction des Écritures dans ces traditions sont dans une certaine mesure façonnés par ces conceptions et donc une telle étude est essentielle pour comprendre le rôle des Veda et de la Torah en tant que signes paradigmatiques de leurs traditions respectives.
Le judaïsme, remarquable pour sa conception monothéiste de Dieu, présente certaines similitudes avec les écritures hindoues monothéistes, comme les Vedas. Dans le judaïsme, Dieu est transcendant, tandis que dans l'hindouisme, Dieu est à la fois immanent et transcendant.
Différentes sectes hindoues ont une variété de croyances sur la nature et l'identité de Dieu, croyant différemment au monothéisme, au polythéisme, au panthéisme et au panenthéisme. Selon les Upanishads, le Mahabharata et certains Puranas, Narayana est la divinité suprême. La secte Vaishnavite considère Vishnou ou Krishna comme le dieu suprême,, tandis que les Shaivites considèrent Shiva comme le dieu suprême.
Dans le judaïsme, Dieu est un être absolu, indivisible et incomparable qui est la cause ultime de toute existence. Dans l'hindouisme, les dieux sont considérés comme ayant un statut similaire à un autre lorsqu'ils sont distincts, mais peuvent également être vus comme "des aspects ou des manifestations d'un seul dieu transcendant", ou un "absolu impersonnel".
Bernard Jackson souligne dans quelle mesure les réglementations légales, les coutumes et les ordonnances royales de Halakha dans la tradition juive et du Dharmaśāstra chez les hindous sont contraignantes pour les membres de leurs sociétés respectives. Jackson ajoute que les lois juives et hindoues témoignent d'une grande sensibilité à l'interaction de la coutume locale et du droit faisant autorité. Il dit que dans les deux religions, la rédaction d'un ensemble de normes ne signifiait pas nécessairement que toutes ou même la plupart des normes étaient destinées à être appliquées, et que les lois liées à l'autorité royale n'étaient pas nécessairement statutaires. Wendy Doniger déclare que l'hindouisme et le judaïsme se ressemblent dans leur tendance à l'orthopraxie plutôt qu'à l'orthodoxie.

## Relations

### Historiques
Le commerce ancien et la communication culturelle entre l'Inde et le Levant sont documentés dans le Périple de la mer Érythrée et les récits entourant la reine de Saba dans la Bible hébraïque.
Bhavishya Purana est considéré par un certain nombre d'érudits comme ayant prédit le prophète du judaïsme Moïse, et des parallèles similaires se trouvent dans les Vedas.
Les relations commerciales des deux communautés remontent à 1000 avant notre ère et plus tôt à l'époque de la civilisation de la vallée de l'Indus du sous-continent indien et de la culture babylonienne du Moyen-Orient. Une histoire bouddhiste décrit des marchands indiens visitant Baveru (Babylonie) et vendant des paons pour des spectacles en public. Des récits similaires et antérieurs décrivent des singes exposés au public.
La Torah a également été utile pour comprendre les relations entre ces deux traditions. L'analyse géographique d'Israël suggère que les auteurs de la Torah parlaient de l'Inde, où la vente d'animaux tels que les singes et les paons existait. Les relations commerciales entre l'Inde et la Palestine et les communautés juives méditerranéennes se sont poursuivies, et plus tard, les langues de ces cultures ont commencé à partager des similitudes linguistiques.

### Modernes

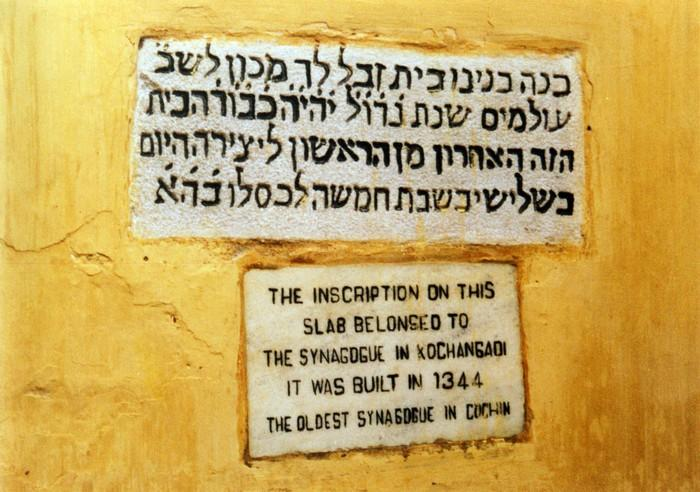
Plaques sur la plus ancienne synagogue (1344) de Cochin.

Les juifs n'ont jamais été persécutés par les hindous, et il n'y a pas non plus de traces d'hindous confrontés à la persécution aux mains des juifs. La création d'Israël en tant qu'État juif a été soutenue par les nationalistes hindous, notamment Madhavrao Sadashivrao Golwalkar, qui a déclaré : « Les Juifs avaient conservé leur race, leur religion, leur culture et leur langue ; et tout ce qu'ils voulaient, c'était leur territoire naturel pour compléter leur nationalité ». Le premier sommet inter-confessionnel judéo-hindou au monde, dirigé par le Conseil mondial des leaders religieux, des organisations hindoues en Inde et des organisations juives en Israël, ainsi que le Comité juif américain, s'est tenu à New Delhi en février 2007. Le sommet comprenait alors le grand rabbin d'Israël Yona Metzger, le directeur international des affaires interreligieuses du Comité juif américain David Rosen, une délégation de grands rabbins du monde entier et des dirigeants hindous de l'Inde,,. Au cours du sommet, le rabbin Metzger a déclaré :

« Jews have lived in India for over 2,000 years and have never been discriminated against. This is something unparalleled in human history. »

Swami Dayananda a reconnu les similitudes des deux religions et a souligné la croyance en un être suprême, la non-conversion, la récitation orale du Veda et de la Torah, et l'importance particulière de la paix et de la non-violence. Savarupananda Saraswatiji a expliqué que « les communautés hindoue et juive ont beaucoup en commun, nous devons découvrir et entretenir ces zones pour le bénéfice de millions de personnes ». Cette réunion comprenait des rabbins tels que Daniel Sperber, Yona Metzger et d'autres. Ils ont affirmé un certain nombre de points, dont l'un était :

« Their respective traditions teach that there is one supreme being who is the ultimate reality, who has created this world in its blessed diversity and who has communicated Divine ways of action for humanity, for different people in different times and places. »

En 2008, un deuxième sommet hindou-juif a eu lieu à Jérusalem,. Le sommet comprenait une réunion entre des groupes hindous puis le président israélien Shimon Peres, où l'importance d'une relation israélo-indienne forte a été discutée. La délégation hindoue a également rencontré les politiciens israéliens Isaac Herzog et Majalli Whbee. Des groupes hindous se sont rendus et ont dit leurs prières au Mur occidental, et ont également rendu hommage aux victimes de l'Holocauste. En 2009, une petite réunion interconfessionnelle hindoue-juive organisée par le Conseil mondial des leaders religieux, la Hindu American Foundation et l'American Jewish Committee s'est tenue à New York et à Washington. Des représentants hindous et juifs ont fait des présentations et les participants portaient des épinglettes combinant les drapeaux israélien, indien et américain. 
Environ 5 000 Juifs résident aujourd'hui en Inde. Les Bnei Menashe sont un groupe de plus de 9 000 Juifs des États indiens du Manipur et du Mizoram qui résident en Inde depuis le VIIIe siècle av. J.-C.. Le   31 mars 2005, le rabbin séfarade Shlomo Amar, l'un des deux grands rabbins d'Israël, a accepté l'affirmation des Bnei Menashe d'être l'une des dix tribus perdues compte tenu de leur dévotion au judaïsme. Sa décision était importante car elle a ouvert la voie à tous les membres de Bnei Menashe pour entrer en Israël sous la loi du retour d'Israël. Au cours des deux dernières décennies, quelque 1 700 membres de Bnei Menashe ont déménagé en Israël. Israël a inversé la politique d'immigration pour les 7 200 Bnei Menashe restants. 

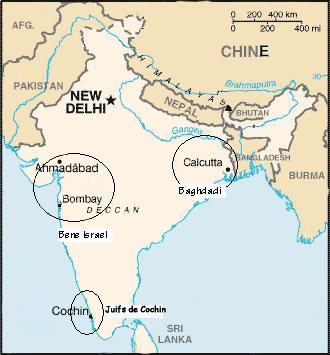
Carte des communautés juives en Inde

Il en est qui professent une croyance dans les deux religions : ils se considèrent comme Hinjew, un portemanteau de l'hindou et du juif,, ;
De nombreux juifs prennent le vipassana et le yoga en complément de la méditation musicale hassidique traditionnelle et de la méditation dynamique.
Selon un rapport du Pew Research Center réalisé aux États-Unis, de tous les groupes religieux, les hindous et les Juifs restent ceux qui réussissent le mieux à retenir leurs adhérents et sont les deux groupes les plus éduqués.

## Lectures complémentaires
- Veda and Torah: Transcending the Textuality of Scripture (1996) par Barbara A. Holdrege.
- Compilation de l'hindouisme et du judaïsme
- Larry Yudelson, Passage to India, Jewish Standard 29 août 2014
- Alan Brill, Judaïsme et religions mondiales, (2012)